# Nissim Ze'ev
Nissim Mordechai Ze'ev (hébreu : נסים מרדכי זאב), né le 9 septembre 1951 à Jérusalem en Israël, est un homme politique israélien, membre de la Knesset pour le parti ultra-orthodoxe Shass.

## Biographie
Il a étudié dans la Yeshiva de Porat Yoseph. Il devient Rabbin.
En 1977, il part habité à Mexico durant 2 ans. Il débute en politique en 1982.